# Justus z Gandawy

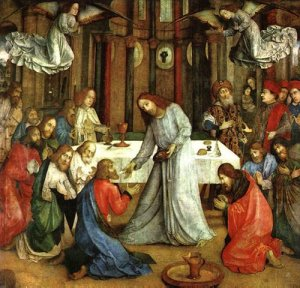
Ustanowienie Eucharystii (1473–75)

Justus z Gandawy lub Joos van Gent (in. formy nazwiska: Joos van Ghent, Joos van Gent, Justus of Ghent, Juste de Gand, Jodocus of Ghent), wł. Giusto da Guanto, właśc. Joos van Wassenhove (ur. się prawdopodobnie między 1430 a 1435 w Gandawie, zm. po 1480 w Urbino) – niderlandzki malarz okresu renesansu, przedstawiciel tzw. prymitywistów flamandzkich, działający głównie we Włoszech.

## Życiorys
Niewiele wiadomo o jego życiu. Wzmiankowany w źródłach w Antwerpii (1460) i w Gandawie (1464). Ok. 1468 wyjechał do Rzymu. W 1472 przeniósł się do Urbino, gdzie został malarzem nadwornym księcia Federica da Montefeltro (1422–1482). Jest autorem m.in. cyklu Viri illustries – 28 wizerunków sławnych mężów: filozofów, poetów i świętych (obecnie w Paryżu i Urbino) oraz niezachowanej w całości serii Siedmiu Sztuk Wyzwolonych (ok. 1478–82). Autorstwo (lub współautorstwo) obu cykli przypisuje się niekiedy malarzowi hiszpańskiemu Pedrowi Berruguete (ok. 1453–1504), który działał w tym czasie na dworze księcia.
Przyjaźnił się z Hugonem van der Goesem. W swojej twórczości łączył styl i technikę prymitywistów flamandzkich z osiągnięciami wczesnego renesansu włoskiego.

## Wybrane dzieła
- Arystoteles (ok. 1476), 104 x 68 cm, Luwr, Paryż
- Federico da Montefeltro z synem Guidobaldo i członkami dworu uczestniczący w dyspucie (ok. 1480), 130 x 212 cm, Royal Collection, Londyn
- Kardynał Bessarione (ok. 1476), 116 x 56 cm, Luwr, Paryż
- Pokłon Trzech Króli, (ok. 1465), 109 x 160 cm, Metropolitan Museum of Art, Nowy Jork
- Św. Augustyn (ok. 1474), 119 x 62 cm, Luwr, Paryż
- Ukrzyżowanie (tryptyk), (1464), 216 x 331,5 cm, Katedra św. Bawona, Gandawa
- Ustanowienie Eucharystii lub Komunia Apostołów (1473–75), 331 x 335 cm, Galleria Nazionale della Marche, Urbino